# Katastrofa lotu Cougar Helicopters 91

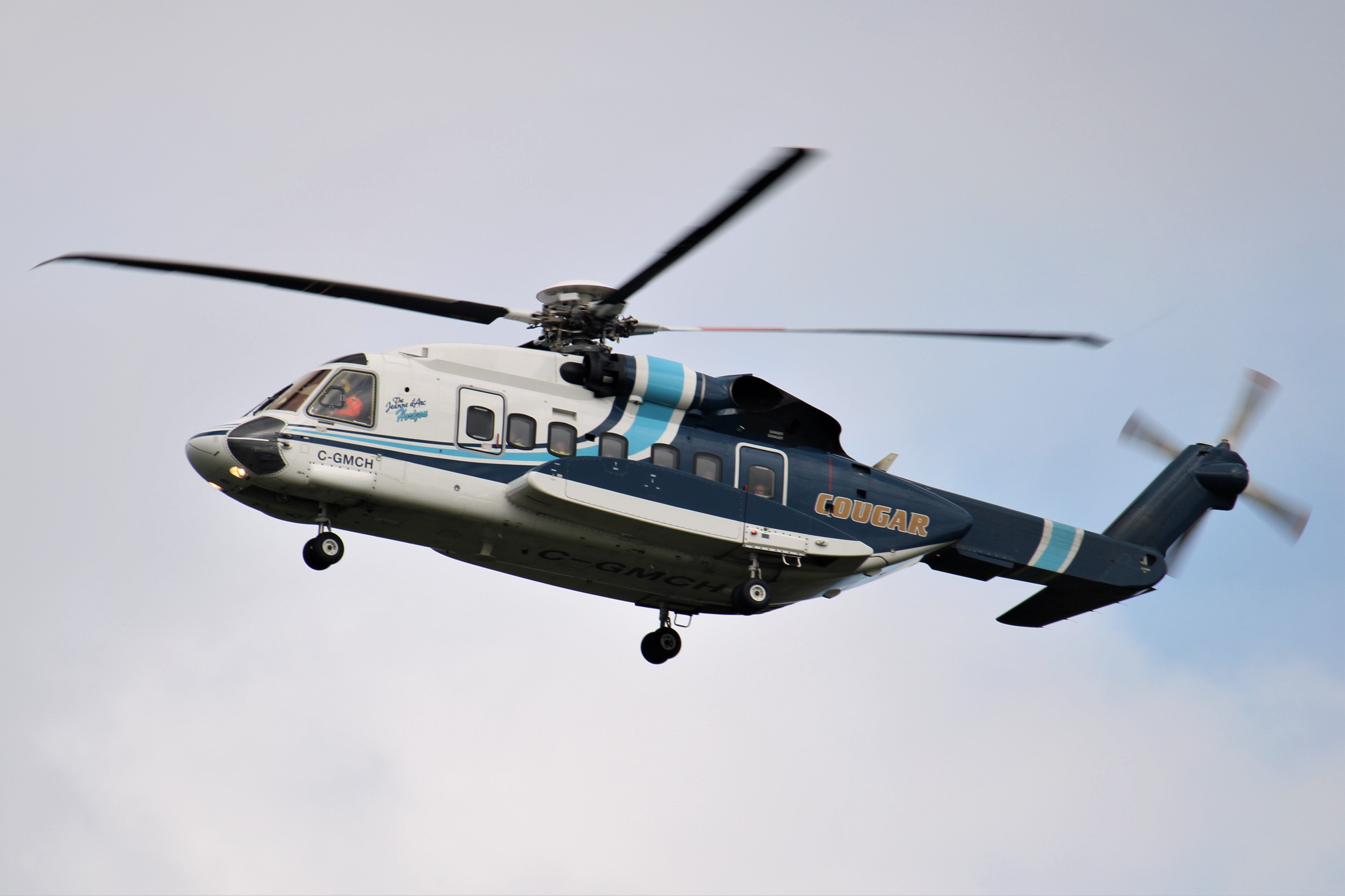
Śmigłowiec Sikorsky S-92

Katastrofa lotnicza w pobliżu Nowej Fundlandii – katastrofa lotnicza, która miała miejsce 12 marca 2009 roku w pobliżu kanadyjskiej wyspy Nowa Fundlandia. W jej wyniku śmierć poniosło 17 osób, a jedna osoba została ranna. 
Śmigłowcem Sikorsky S-92 do obsługiwania morskich instalacji naftowych leciało do pracy 18 osób. Śmigłowiec spadł do Oceanu Atlantyckiego. Ocalałą osobę ratownicy odnaleźli kilkadziesiąt minut po katastrofie.

## Lista ofiar katastrofy
1. Thomas Anwyll (lat 46)
2. Peter Breen (lat 55)
3. Gary Corbett (lat 46)
4. Matthew Davis (lat 34)
5. Wade Drake (lat 42)
6. Wade Duggan (lat 32)
7. Corey Eddy (lat 32)
8. Keith Escott (lat 39)
9. Colin Henley (lat 38)
10. Tim Lanouette (lat 48)
11. Allison Maher (lat 26)
12. Ken MacRae (lat 47)
13. Gregory Wayne Morris (lat 39)
14. Derrick Mullowney (lat 51)
15. Burch Nash (lat 44)
16. John Pelley (lat 41)
17. Paul Pike (lat 49)[2]